# Вискау
Вискау (нем. Wieskau) — деревня в Германии, в земле Саксония-Анхальт, входит в район Анхальт-Биттерфельд в составе общины Южный Анхальт.
Население составляет 316 человек (на 31 декабря 2008 года). Занимает площадь 6,8 км².

## История
Первое упоминание о поселение относится к 1182 году.
1 января 2010 года, после проведённых реформ, Вискау и ещё 20 коммун, были объединены в общину Южный Анхальт, а управление Зюдлихес Анхальт было упразднено. Село Каттау, входившее в коммуну, также переподчинилось общине.

## Галерея

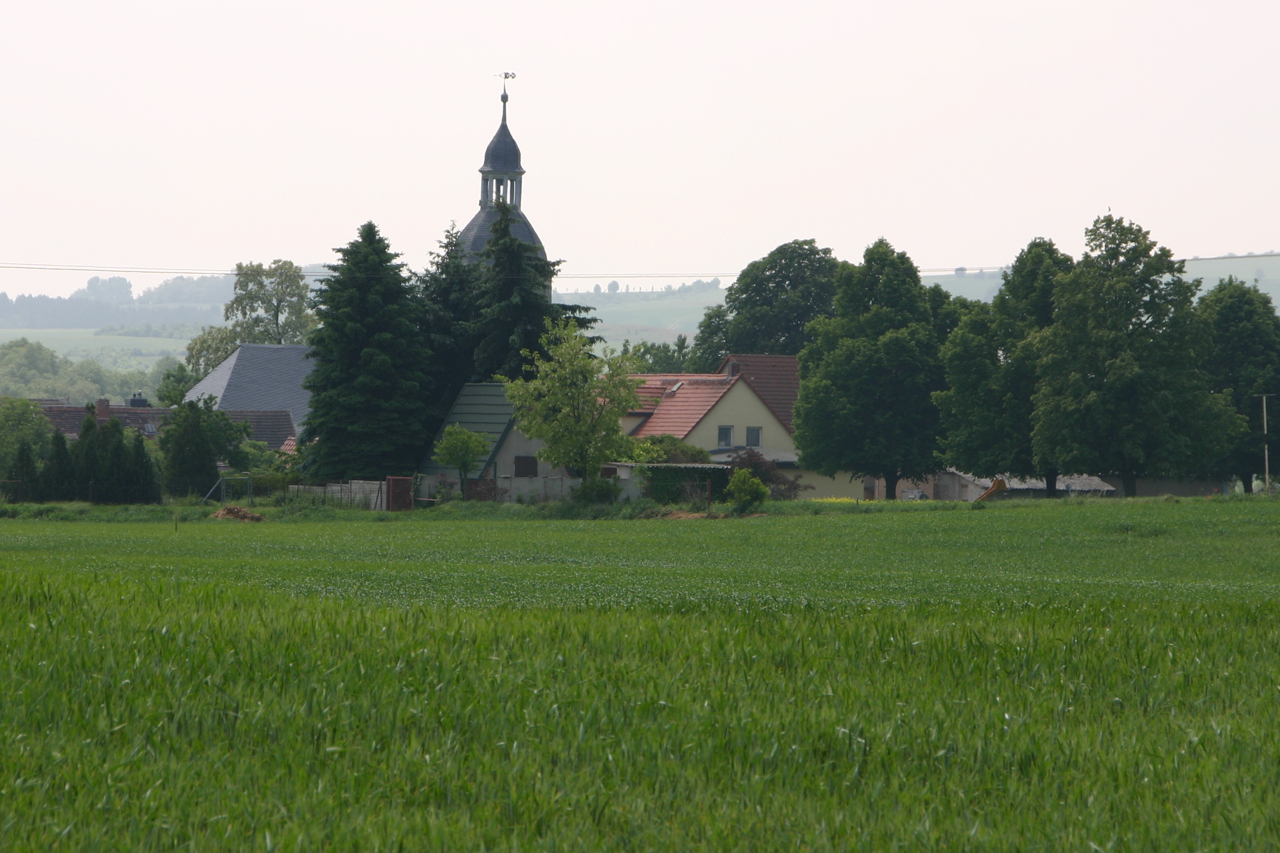
Вид на церковь Вискау
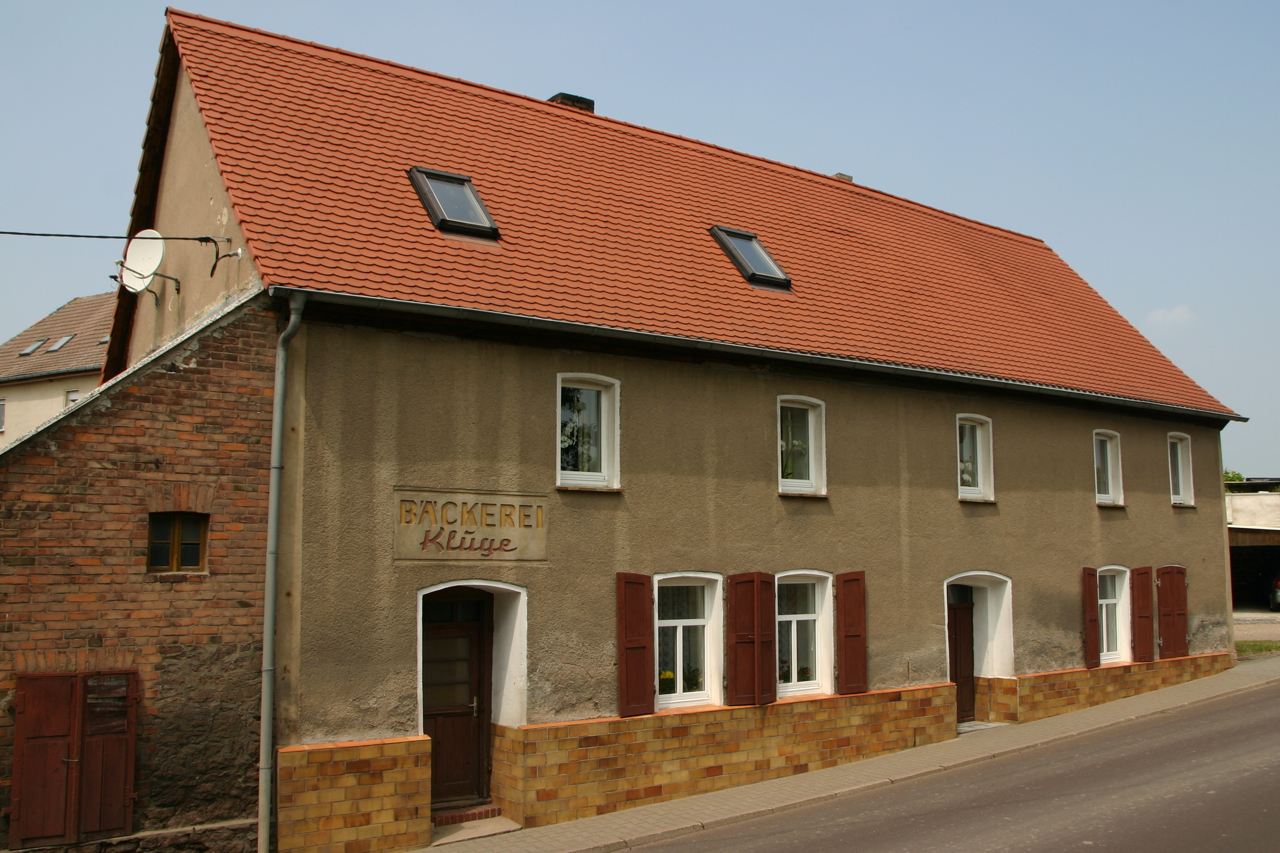
Пекарня
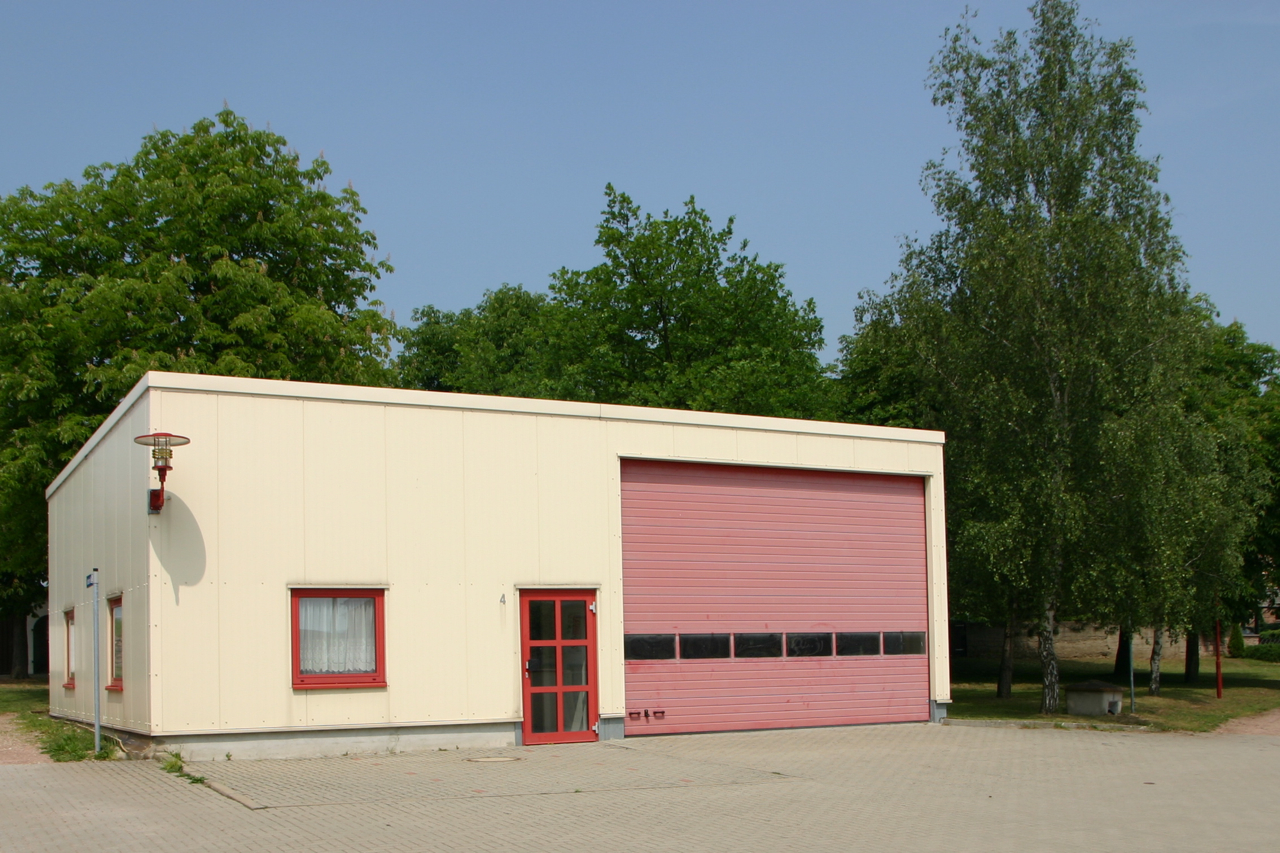
Пожарная часть Вискау
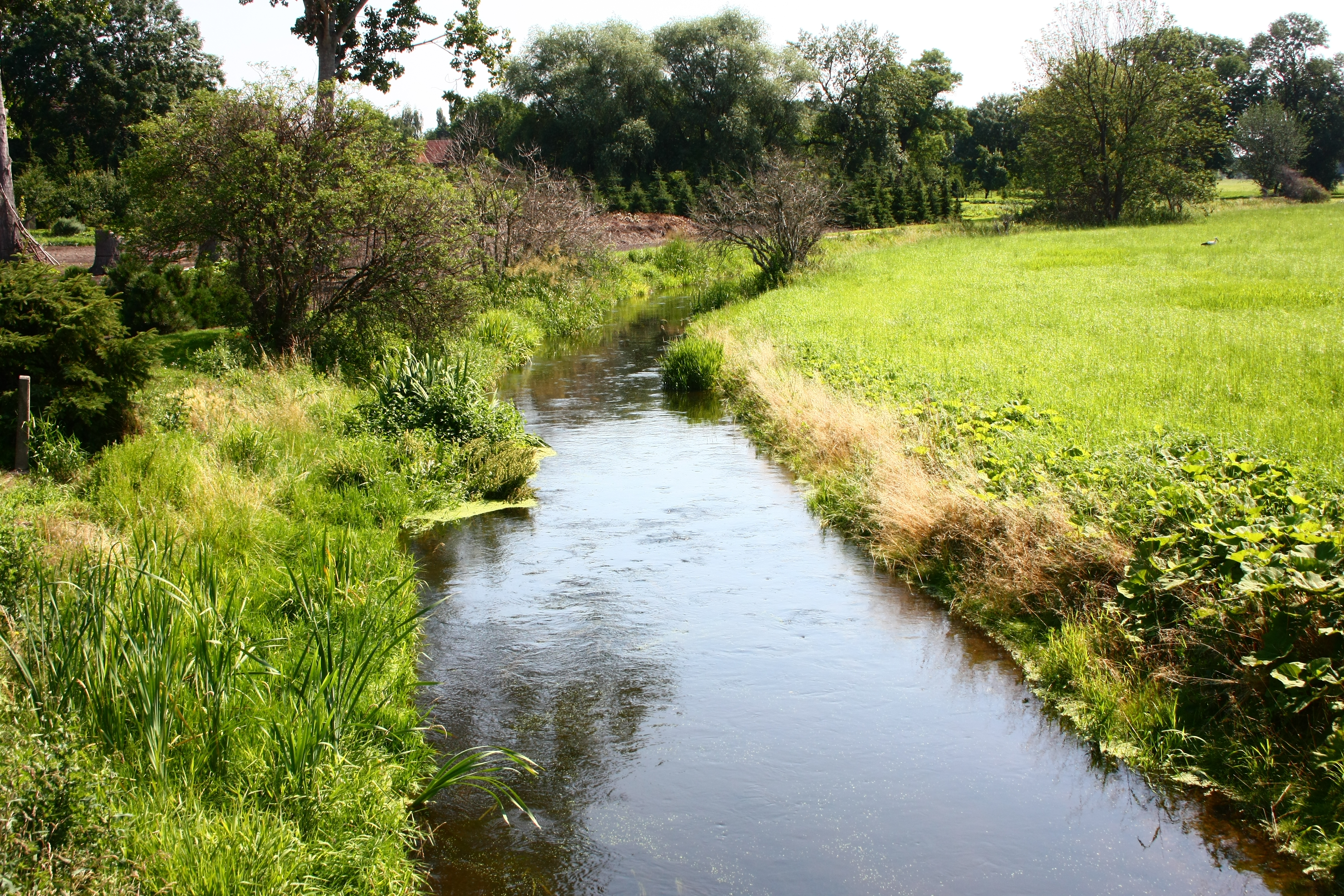
Река Фуне, рядом с деревней